# 말리 축구 연맹
말리 축구 연맹(프랑스어: Fédération Malienne de Football, FMF)은 말리의 축구를 관리하는 기관이다. 1960년에 설립되어 1962년에 CAF에 가입하였고 1964년부터 FIFA에 가입하였다. 초대 사무총장은 가란 파부 쿠야테였다. 유명한 지도자로는 아마두 디아키테와 티디아네 니암벨레가 있다.
2017년 3월 17일 FIFA로부터 집행 정지 처분을 받았다.
2005년 7월 말리 축구 국가대표팀이 FIFA 월드컵과 2006년 아프리카 네이션스컵 예선에서 부진한 성적을 거두면서 연맹국은 해체되었다.

## 역사
말리 축구 연맹은 1960년에 설립되었으며 1964년부터 FIFA에 가입되어 있으며 1962년부터 CAF의 회원국으로 활동하고 있다.